# 河島あみる
河島 あみる（かわしま あみる、1977年12月2日-）は、日本のタレント。株式会社ツキハナ代表。
所属芸能事務所はツキハナプロモーション。大阪府出身。父はシンガーソングライターやタレントとして知られた河島英五。実弟は、歌手・事業家の河島翔馬。

## 来歴・人物
中学校の時にテレビ番組「ひらけ!ポンキッキ」のお姉さんに憧れ、児童劇団に入ったことが芸能活動開始のきっかけとなった。その後、趣味で書いていた旅行感想文がきっかけとなって、関西圏を中心にレポーターやタレント活動を開始するようになる。父・英五が阪神・淡路大震災の被災者支援のために行っているチャリティーコンサート「復興の詩」にも携わり、2004年には実行委員会の青年部代表を務めた。また、英五最後の作詞である「ピンクのアオザイの裾を夜風にあそばせ -サウスウインド-」（歌:堀ちえみ）は、あみるの結婚式に堀がアオザイを着て出席したことが縁で作られ、あみる自身も作曲に携わった。
私生活では離婚歴があり、再婚している。現在、3児の母親。

## 出演番組
- おはよう!輝き世代（KBS京都テレビ、2017年4月 - 、司会）
- 桂りょうばの落語トラベル（ABCラジオ、2019年4月 - 、パートナー）
- 山田啓二のローカルフィット（KBS京都ラジオ、2019年4月 - 、パートナー）

## 過去の出演番組
- 阪急ドラマシリーズ「ときめき時代」（関西テレビ、1993年、亜美瑠 役）
- 連続テレビ小説「ふたりっ子」（NHK、1996年、竹ノ内美和 役）
- ほんまもん!原田年晴です（ラジオ大阪、2005年4月 - 2018年3月、パートナー）
- サンデーミュージックアワー 浦川泰幸の気分はトレンディ!（ABCラジオ、2008年7月 - 2010年3月、パートナー）
- 歌謡大全集（ABCラジオ、2007年10月 - 2011年4月、木曜パーソナリティ）
- おはよう朝日土曜日です（ABCテレビ、2009年4月 - 2014年3月、コメンテーター）
- NEWSゆう+（ABCテレビ、2010年9月 - 2011年9月、水曜コメンテーター）
- 福島暢啓の昭和歌謡でしょ!（MBSラジオ、2011年10月　- 2014年3月、パートナー）- 2013年3月までは「あみるが語る河島英五」というコーナーで、父・英五の思い出話を楽曲と共に毎週披露していた。
- やのぱんの生活情報部（KBS京都テレビ、2011年10月 - 2013年3月、水曜アシスタント）
- ぐるっと関西おひるまえ（NHK大阪、2012年4月 - 2022年3月、月 - 木曜司会）
- あみるのママで（ラジオ大阪、2016年4月 - 2021年9月、パーソナリティ）
- ゲツ→キン（eo光テレビ、2016年7月 - 2020年9月、木曜司会）
- 朝も早よから 中原秀一郎です（ABCラジオ、2016年9月 - 2017年3月、「脳にビタミン!もしもしコラム」木曜出演）
- 荒川哲男の元気だしてゆこう!てっちゃんねる（ラジオ大阪、2020年2月 - 2025年3月、アシスタント）
- 河島あみるのくらしイチおし（eo光テレビ、2021年1月 - 2025年4月、司会）
- とっておき!朝から笑タイム（NHK大阪、2022年4月 - 2025年3月、案内役）